# Schatzfund von Środa Śląska

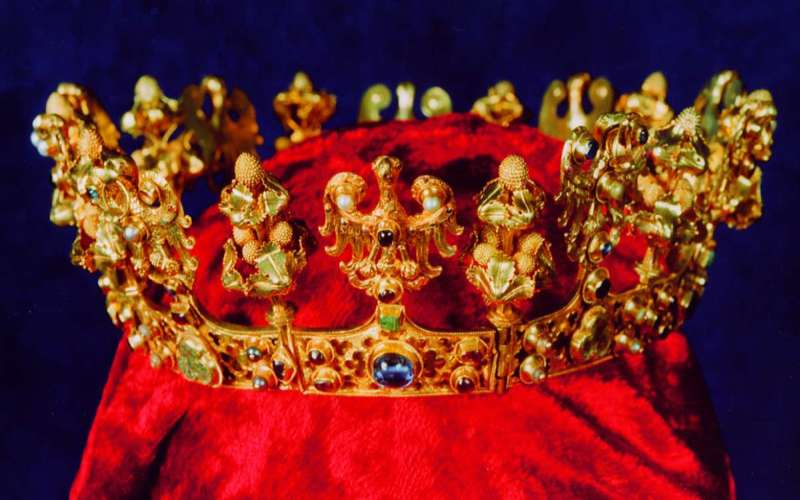
Goldene Krone des Neumarkter Schatzes

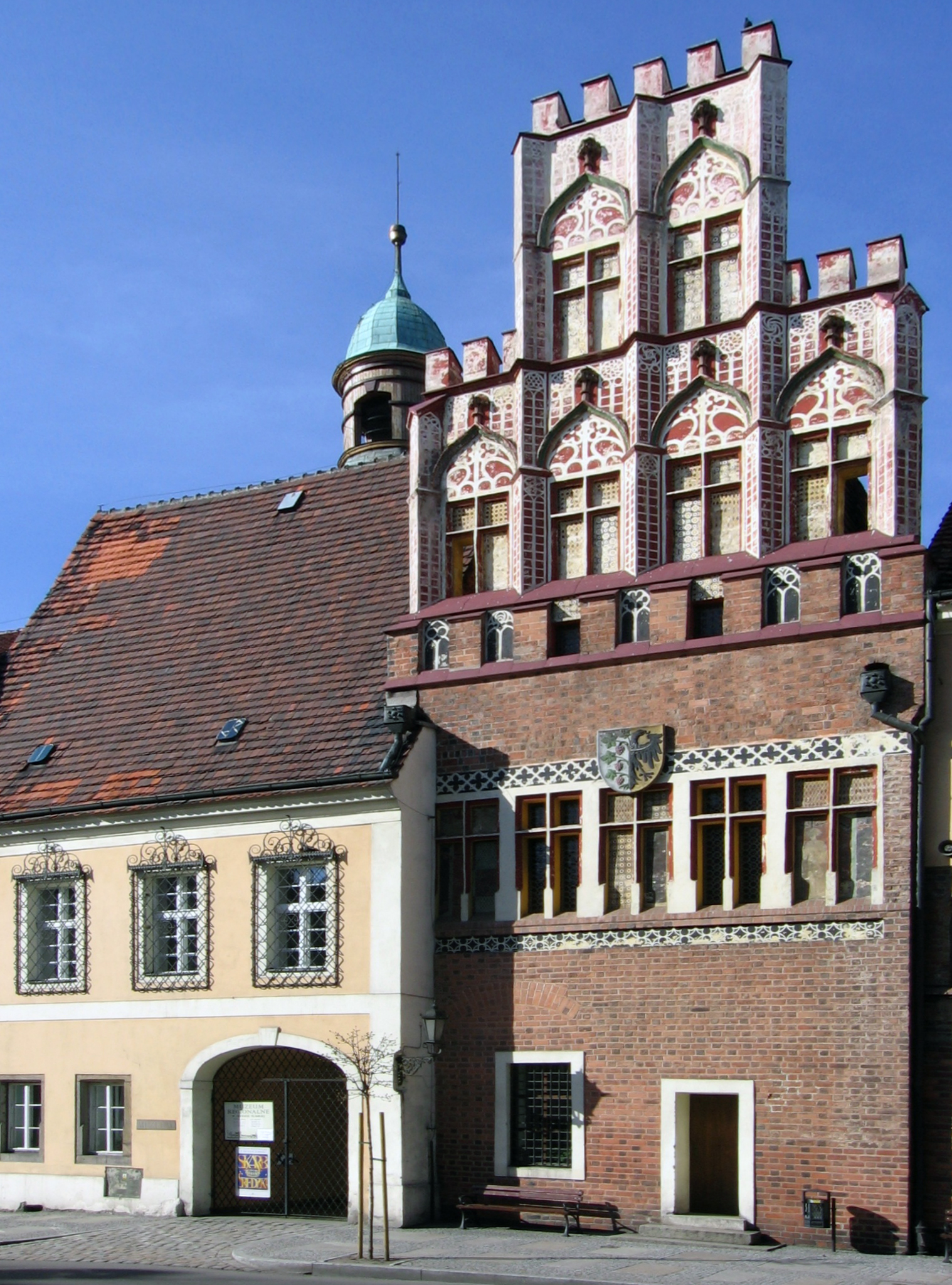
Regionalmuseum in Środa Śląska

Der Schatzfund von Środa Śląska (deutsch Goldschatz von Neumarkt, auch Neumarkter Schatz) wurde 1985 und 1988 bei Ausgrabungsarbeiten in der Stadt Środa Śląska (Neumarkt) in der Woiwodschaft Niederschlesien in Polen gefunden. 

## Herkunft und Beschreibung
Neumarkt, das erstmals 1223 erwähnt wurde, gelangte nach der Teilung des Herzogtum Schlesien 1248/51 an das Herzogtum Breslau. Dessen Herzog Heinrich VI. übertrug es 1327 als ein Lehen an den böhmischen König Johann von Luxemburg, der nach dem Vertrag von Trentschin 1335 Landesherr von ganz Schlesien wurde. Nach seinem Tod 1346 folgte ihm als König von Böhmen 1347 sein Sohn Karl IV.
Der 1985 aufgefundene Goldschatz von Neumarkt wurde auf einem Bauschuttplatz am Stadtrand von Środa Śląska entdeckt. Der Schutt stammte aus abgerissenen Häusern in der Neumarkter Altstadt. Große Teile des Schatzes wurden beim Auffinden gestohlen, konnten jedoch teilweise wiederbeschafft werden. Beim Abriss weiterer Häuser im Jahre 1988 wurde wiederum ein Fund entdeckt, der vermutlich erst bei den Ausgrabungsarbeiten beschädigt wurde.
Der Goldschatz besteht aus Gold- und Silbermünzen, die sich in einem 33 cm hohen Lehmkrug befanden, zahlreichen Kleinodien und einer Krone. Es ist möglich, dass die Krone der ersten Ehefrau Karls IV., Blanca Margarete von Valois gehörte. Sämtliche Gegenstände wurden vermutlich von Karl IV., der sich Geld für seine Krönungsfeierlichkeiten beschaffen musste, dem Neumarkter jüdischen Kaufmann Muscho verpfändet. Vermutlich hatte er wegen einer Pestepidemie die Stadt verlassen und vorher den Schatz unter seinen Häusern vergraben. Einzelne Teile befinden sich im Regionalmuseum von Środa Śląska. 

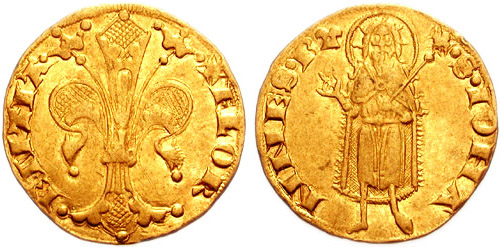
Florin-Goldmünze von 1347
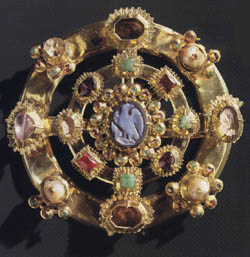
Gold-Brosche